# Марцінків Руслан Романович
Русла́н Рома́нович Марці́нків (нар. 22 листопада 1979, місто Бобровиця, Чернігівська область) — український політик, міський голова Івано-Франківська (з 2015). Народний депутат України VII скликання. Член партії Всеукраїнське об'єднання «Свобода». Лауреат Премії Кабінету Міністрів України за особливі досягнення молоді у розбудові України (2009).
Марцінків закінчив Київський національний університет імені Тараса Шевченка[джерело?], де здобув ступінь магістра права. Після закінчення університету працював юристом та викладачем права. Активно займається громадською діяльністю та благодійністю, особливо у сфері допомоги молоді та соціально незахищеним верствам населення[джерело?]. У своїй політичній діяльності Марцінків відстоює ідеї націоналізму та патріотизму, виступає за розвиток місцевого самоврядування та децентралізацію влади.

## Біографія
Народився на Чернігівщині в родині лікаря, уродженця Отинії Івано-Франківської області. Навчався у Бобровицькій середній школі, пізніше, коли батьки переїхали жити і працювати в місто Надвірну Івано-Франківської області — в Надвірнянському фізико-математичному ліцеї (1992—1996). Дружину звати Оксана. Батько двох дітей: сина Святослава та доньки Соломії. Визначитися із життєвою позицією йому допоміг «ПЛАСТ». В цій організації пройшов шлях від рядового виховника до керівника організації у Чернівецькій та Івано-Франківській областях.

### Освіта й наукова діяльність
- Івано-Франківський державний технічний університет нафти і газу (1996—2001), «Економіка підприємства», інженер-економіст.
- Івано-Франківський національний технічний університет нафти і газу (2005), «Державна служба», магістр державного управління.
- У грудні 2020 року здобув ступінь кандидата юридичних наук в Університеті Короля Данила.[2]
- У липні 2022 року видав свою монографію «Правові засади створення та діяльності Служби безпеки ОУН».[3]

### Кар'єра
- Вересень 2001 — січень 2002 — економіст планово-економічного відділу ВАТ «Турбогаз».
- Жовтень 2002 — січень 2003 — економіст-маркетолог, Підприємець Гавриш П. О., місто Івано-Франківськ.
- Січень 2003 — червень 2005 — директор Дитячо-юнацького пластового центру міста Івано-Франківська.
- Липень — жовтень 2005 — помічник заступника міського голови з питань діяльності виконавчих органів міської ради, виконком Івано-Франківської міськради.
- 2006—2010 — голова постійної комісії з питань молодіжної політики, розвитку фізкультури та спорту Івано-Франківської облради.
- 2010—2012 — депутат Івано-Франківської міськради, з листопада 2010 — секретар Івано-Франківської міськради.
- 2012—2014 — народний депутат України 7-го скликання.
- Листопад 2015—донині — міський голова Івано-Франківська[4].

## Парламентська діяльність
З 12 грудня 2012 — народний депутат України 7-го скликання від партії Всеукраїнське об'єднання «Свобода», № 20 в списку. Член комітету з питань будівництва, містобудування і житлово-комунального господарства та регіональної політики.
Уповноважений парламентської фракції ВО «Свобода» по Чернігівській області.

## На посаді міського голови
На місцевих виборах 2015 року подався у мери Івано-Франківська від ВО «Свобода». У першому турі посів друге місце з 19850 голосами (23,69 %), і разом з Ігорем Насаликом від БПП «Солідарність» (23393 голоси, 27,92 %) вийшов у другий тур. У другому турі, що відбувся 15 листопада 2015, посів перше місце (37714 голосів, 54,82 %).
Напередодні місцевих виборів у 2020 році проводилося опитування соціологічною групою «Рейтинг». 90 % опитаних загалом були задоволені діяльністю Марцінківа на посаді мера, та більше як 80 % збиралися підтримати його на місцевих виборах.
16 вересня 2020 року Марцінківа офіційно висунули як кандидата на пост мера Івано-Франківська від партії ВО «Свобода».
У жовтні 2020 року на місцевих виборах в Івано-Франківську понад 84 % виборців переобрали Руслана Марцінківа міським головою.
У серпні 2021 року всупереч Конституції України оголосив про впровадження в школах міста Івано-Франківськ уроків християнської освіти.

## Погляди та скандали

### Пропозиції
1 січня 2020 року міський голова Івано-Франківська Руслан Марцінків запропонував міському голові Конотопа Артему Семеніхину встановити у 2020 році найсхідніший в Україні (за 40 км від кордону з Росією) пам'ятник Степану Бандері у місті Конотоп.

### Гомофобні заяви
Є противником абортів, а також автором гомофобного висловлювання у відповідь на «Фестиваль рівності», що пройшов 19 березня 2016 року у Львові

| «Перед виборами мене в ефірі телеканалу «1+1» запитали: чи може бути гей патріотом? Я сказав, що ні. Патріотом може бути тільки християнин, справжній патріот — той, хто вірить в Бога. Наші опоненти дорікають, що нібито Європа інша, але я нещодавно був у Польщі. У Польщі, яка є успішною європейською країною, яка зробила величезний прорив, діє закон про заборону абортів. Ми повинні стояти на своїх християнських національних цінностях». |
У 2022 року під час інтерв'ю Марцінків заявив, що не змінив свої погляди щодо можливості ЛГБТК+людей брати участь у захисті України.

### Звинувачення у сегрегації ромів
У квітні 2020 року під час місцевої наради про боротьбу з COVID-19 Марцінків доручив правоохоронцям вивезти з міста групу ромів, прописаних в іншій області, які, за його словами, чіплялися до перехожих, порушували умови карантину й обурився, що їх «не запакували і не вивезли» раніше. Ці слова викликали обурення серед правозахисників та представників ромських організацій, керівників Харківської правозахисної групи, Української Гельсінської спілки з прав людини, посольства США в Україні, також своє занепокоєння висловила моніторингова місія ООН з прав людини. Голова Національної поліції Ігор Клименко заявив про відкриття провадження через вислови Руслана Марцінківа.